# Binzenried
Binzenried ist ein Weiler und Ortsteil der kreisfreien Stadt Kempten (Allgäu). Die Ortschaft gehörte bis 1972 zur Gemeinde Sankt Mang, die in diesem Jahr nach Kempten eingemeindet wurde.

## Geschichte
Binzenried wurde 1347 als Stiftung einer täglichen Messe durch Johannes Unräin von Ratzenried erstmals erwähnt. 1526 wurde der Memminger Vertrag von „Hanns Routh zu Bitzenried, Bartlome Gropper von Bintzenriedt“ mitunterzeichnet. Im Jahr 1819 bestand der Weiler aus drei Anwesen mit 24 Bewohnern. Binzenried war in dieser Zeit der Hauptmannschaft Leubas zugehörig. Eine Statistik von 1900 nannte 5 Anwesen mit 31 Bewohnern. 1954 lebten in Binzenried 50 Einwohner.

## Umgebung
Südwestlich von Binzenried befand sich früher der Staudamm eines stiftischen Karpfenweihers. Bis 1814 stand in der Nähe der Galgen des Kemptener Fürststifts. 1488 warfen die Reichsstädter von Kempten den Galgen um, mussten ihn dann aber wieder aufstellen. Gegen einen jährlichen Zins durften sie ihn für ihre Hinrichtungen verwenden. Ab 1691 gehörte er der Reichsstadt, bis er 1763 zum letzten Mal erneuert und 1814 für sechs Gulden versteigert und abgebrochen wurde. 
Am 17. Dezember 1742 veranlasste die Hängung des „Federmichels“, eines berüchtigten Erzschelms und Gewohnheitsdiebs, einen großen Volksauflauf. An den Galgen erinnern noch die Flurnamen Vorderer und Hinterer Galgenacker, Galgenholz, Galgenwiesle und Weide am Galgenberg.